# 霞美陈氏民居
霞美陈氏民居，位于中国福建省南安市霞美镇霞美村，为一处民国建筑，兼具中西建筑风格。由菲律宾侨商陈迥辽、陈迥月兄弟所建。菲律宾侨商陈炯辽兄弟所建，由3座单体建筑自东而西连排组成，现存建筑面积1920平方米。东部和中部为传统的三开间和五开间建筑，有两层叠楼护厝和方亭；西部为两层洋楼。装饰有精美的石雕、砖雕、木雕及进口花砖。2009年11月16日公布为第七批福建省文物保护单位。